# 光活性化局在性顕微鏡法
光活性化局在性顕微鏡法（ひかりかっせいかきょくざいせいけんびきょうほう、英語: Photoactivated localization microscopy: (PALM）は、顕微鏡法の一手法。

## 概要
従来の光学顕微鏡では可視光に依存する場合、分解能は200nmが限界だった。そのような状況を打開すべく、これまでに様々な試みが模索されてきた。その中の一つである光活性化局在顕微鏡法は蛍光顕微鏡の一種で1回の撮像では200nmの分解能が限界だが、非常に弱い光を照射して、200nm以上の間隔で蛍光物質を1分子を検出できるように調整してからこの時の画像をいったん保存してから蛍光を止めて、また弱い光を照射すると、確率的に先ほどとは異なる集団の1分子を検出できるのでこれを全分子を測定するまで繰り返すことにより得られた画像を重ね合わせると全分子を検出した超解像画像となる。エリック・ベツィグはこの業績により2014年にノーベル化学賞を受賞した。

## 用途
- 生物の機能の観察